# Nationalpark Dolomiti Bellunesi
Nationalpark Dolomiti Bellunesi (på Italiensk: Parco nazionale delle Dolomiti Bellunesi) er en nationalpark i provinsen Belluno, Veneto, i det nordlige Italien og har et areal på 32 km².
Da den blev oprettet i 1988, var nationalparken en del af "Pale di San Martino - San Lucano - Dolomiti Bellunesi - Vette Feltrine" i Dolomitterne der blev udpeget som Verdensarvsområde af UNESCO i 2009, med et samlet areal på 150 km².

## Historie
I 1988 planlagde man at oprette Nationalpark Dolomiti Bellunesi, som blev officielt åbnet i 1990 af det italienske miljøministerium som definerede målene for nationalparken som bl.a.:
1. at beskytte natur, historiske, landskabelige og miljømæssige værdier, at bevare biogenetiske værdier i flora, fauna og geomorfologi;
2. at forbedre bestandenes livsbetingelser;
3. at fremme videnskabelig forskning og miljøuddannelse

I området var i forvejen 8 naturreservater med et areal på 16 km².

## Området
Nationalpark Dolomiti Bellunesi har et areal på 32 km², og hele området ligger i provinsen Belluno, mellem floderne Cismon og Piave og dalene Maè og Agordo.

### Bjergkæder
Nationalparken omfatter bjergkæderne Alpi Feltrine (Vette di Feltre, Cimonega, Pizzocco, Brendol, Agnelezze), Monti del Sole, Schiara, Talvena, Prampèr, og Spiz di Mezzodì. Der er højtliggende områder, kalkklipper og stejle skråninger, som er et ideelt habitat for højfjeldsarter.

### Floder og vandløb
Nationalparken ens område er, bortset fra nogle højtliggende områder med kalkklipper, ekstremt vandrigt med kilder, sumpe, og vandløb som : Cordevole, Mis, Caorame, Stien (biflod til Caorame), Falcina (biflod til
Mis), Ardo, Vescovà , Prampera (biflod til Maè), hvilket øger den biologiske rigdom i parken. Nogle løber i dybe kløfter, og alle er meget varierede.

### Kommuner
Nationalparken strækker sig over 15 kommuner: Belluno, Cesiomaggiore, Feltre, Gosaldo, La Valle Agordina, Longarone, Pedavena, Ponte nelle Alpi, Rivamonte, San Gregorio nelle Alpi, Santa Giustina (Italia), Sedico, Sospirolo, Sovramonte, og Val di Zoldo.

## Flora
Floraen i Nationalpark Dolomiti Bellunesi består bl.a. af rhododendron, Carduus, edelweiss, og andre alpine planter. Der er løvtræer og fyrreskove, græsgange og alpine enge.

## Fauna
Nationalparken rummer en stor alpin biodiversitet. Blandt de vigtigste arter er:
- Pattedyr: murmeldyr, lækat, mår, rådyr, gemse, kronhjort, muflon.
- En lang række arter af flagermus
- Fugle: sortspætte, murløber, duehøg, tårnfalk, kongeørn, spurveugle, perleugle, natugle, stor hornugle, hjerpe, tjur, urfugl, fjeldrype, stenhøne, hærfugl, kragefugle, topmejse, engsnarre, husrødstjert, snefinke og stenpikker).
- En lang række krybdyr og padder